# كازوكي اريناغا
كازوكي اريناغا (باليابانية: 有永 一生) (3 مارس 1989 في ناغاساكي في اليابان – )؛ هو لاعب كرة قدم ياباني سابق كان يلعب كمدافع.

## وصلات خارجية
- كازوكي اريناغا على موقع رابطة كرة القدم اليابانية للمحترفين (اليابانية)
- كازوكي اريناغا على موقع قاعدة بيانات كرة القدم.إي يو (الإنجليزية)
- كازوكي اريناغا على موقع Soccerway.com (الإنجليزية)
- كازوكي اريناغا على موقع عالم كرة القدم.نت (الإنجليزية)